# Heinrich Klutschak
Heinrich (Henry) Wenzel Klutschak (3. května 1848 Praha – 26. března 1890 New York) byl česko-německý dobrodruh, cestovatel, spisovatel, ilustrátor a polárník.

## Životopis

### Mládí
Narodil se v rodině českých Němců v Praze roku 1848 jako syn novináře Franze Klutschaka (1814–1886), šéfredaktora a pozdějšího vydavatele německy psaného deníku Bohemia. Během studií na pražské německé technice se seznámil s geodézií a kartografií. V rámci základní vojenské služby absolvoval dělostřeleckou školu a přidělen k 1. dělostřeleckému pluku rakousko-uherské armády. Po skončení služby v roce 1871 emigroval do Spojených států amerických. Zde se nalodil na velrybářskou loď a odplul do Repulse Bay v západní části kanadské Hudson Bay, kde se poprvé setkal se zdejšími domorodci, Inuity. Nějakou dobu potom pracoval jako překladatel na transatlantických plavebních linkách plachetnic a parníků.

### Cesta do Jižní Georgie

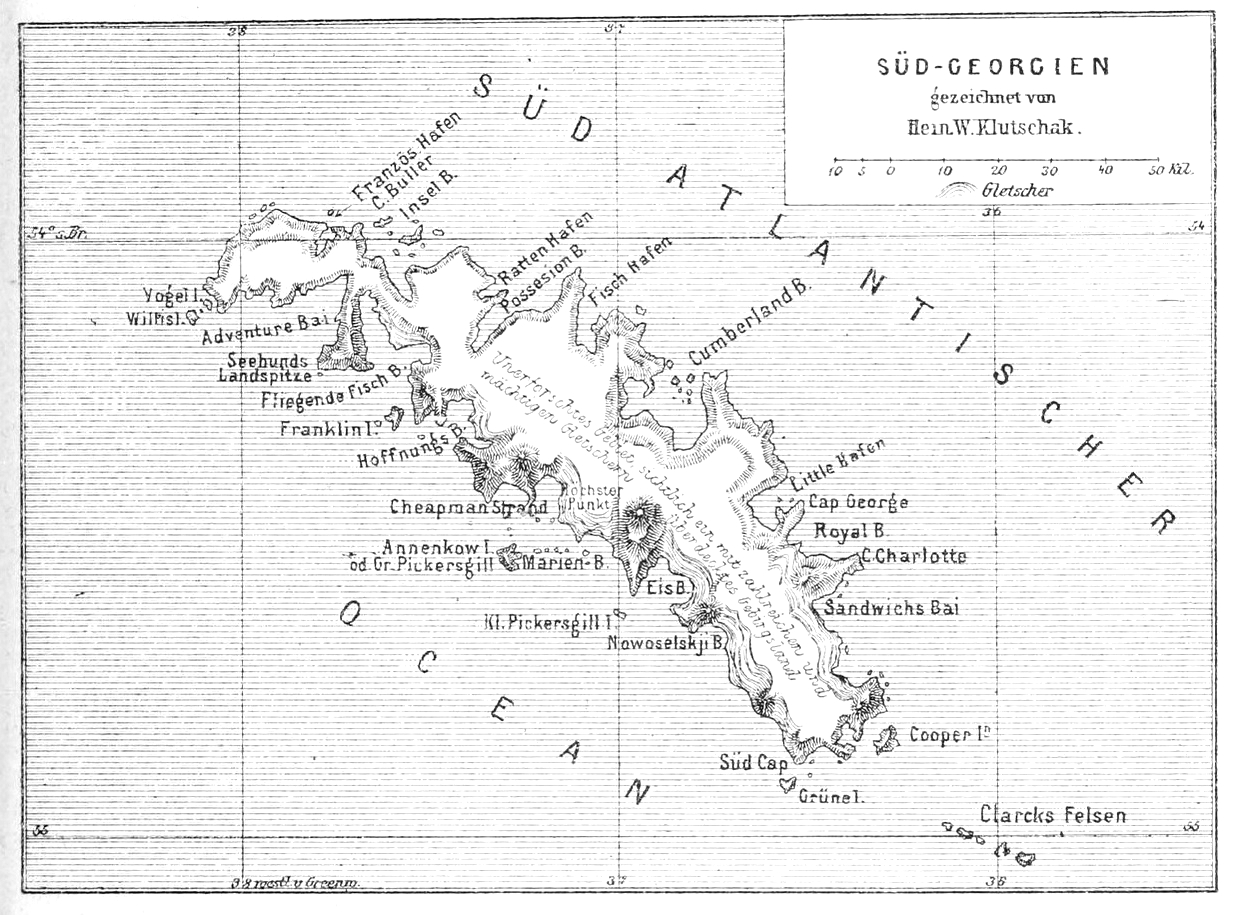
Klutschakova mapa ostrova Jižní Georgie

V roce 1877 se jako pasažér nalodil na škuner Flying Fish, který se plavil do jižního Atlantiku lovit tuleně. Loď dorazila na ostrov South Georgia 22. září. Klutschak měl možnost zemi blíže zkoumat až do 28. února 1878. Ostrov přitom od jeho znovuobjevení Jamesem Cookem v roce 1775 nenavštívil žádný přírodovědec.
Jelikož loď ostrov kompletně obeplula, dokázal tak vytvořit odborně cennou mapu Jižní Georgie, kterou později zveřejnil spolu se zprávou v německém odborném periodiku Deutsche Rundschau für Geographie und Statistik. Kromě geografických podmínek se věnoval zejména popisu zdejších zvířat. Objevil zde rozmanité druhy tuleňů a ptactva. Také ve svých záznamech uvedl, že v této době již byly na ostrov loďmi z kontinentu neúmyslně zavlečeny krysy, ohrožující zdejší ekosystém. Kritizoval také způsob lovu tuleňů (nazýval jej „nesmyslnou porážkou“) a byl si jist, že pokračující lov povede k úplnému vyhynutí druhu. Klimatické rozdíly, které pozoroval mezi jihozápadním a severovýchodním pobřežím, správně přisuzoval stínicímu efektu pohoří ve vnitrozemí ostrova. Klutschak opustil Jižní Georgii v únoru 1878, loď potom na začátku dubna 1878 v brazilském přístavu Recife.

### Účast na Schwatkově výpravě za pátráním po Johnu Franklinovi

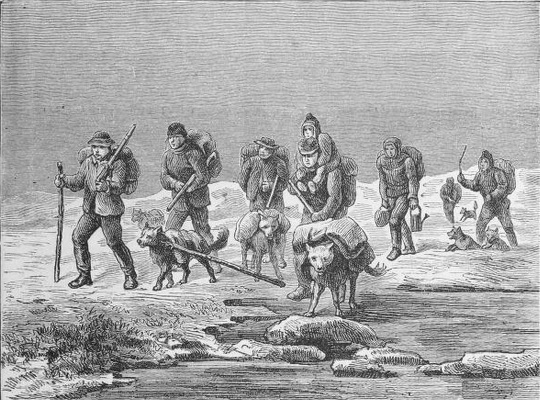
Expedice z po rozpadu ledu roku 1879 (podle Klutschakovy kresby)

V roce 1876 se zvěsti šířené velrybáři naznačovaly, že dokumenty patřící pohřešovaným členům ztracené arktické výpravy vedené Johnem Franklinem byly umístěny v uměle vyrobené mohyle na Ostrově krále Viléma. Editor amerického deníku New York Herald, James Gordon Bennett, se pak rozhodl vypravit soukromě financovanou pozemní expedici k hledání těchto dokumentů. Plán podpořil také Charles P. Daly (1816–1899), prezident Americké geografické společnosti, a několik dalších odborných společností. Vedoucím výpravy poručíkem Frederickem Schwatkou byl jako zástupce pověřen novinář Herald William H. Gilder (1838–1900). Klutschak se expedice zúčastnil jako kreslíř a kartograf. Dalšími účastníky byli Frank F. Melms (1849–1926), bývalý velrybář a, jako překladatel, Joe Ebierbing (vlastním jménem Ipiirvik; asi 1836–asi 1881), Inuk, který již pomáhal polárníkovi Charlesi Francis Hallovi na jeho dvou výpravách v 60. letech 19. století.
Výprava opustila New York 17. června 1878 na palubě škuneru Eothen a začátkem srpna vyrazila severně od Chesterfield Inlet na západním pobřeží Hudsonova zálivu. Zde muži žili po osm měsíců mezi Aivilingmiuty a přijali jejich způsob života, včetně stravovacích návyků a techniky lovu a cestování. 1. dubna 1879 se pak v doprovodu 13 Inuitů vydali po souši na psích spřeženích směrem k Ostrovu krále Viléma. V červnu dosáhli Simpsonovy úžiny, kde byl zřízen základní tábor. Klutschak, Schwatka, Gilder, Melms a Inuita Tulugaq se svou rodinou začali pečlivě prohledávat pobřeží Adelaidského poloostrova a Ostrova krále Viléma po stopách Franklinovy expedice . Ebierbing a zbývající Inuité zůstali v táboře lovit a rybařit. V srpnu se pak pátrací tým rozdělil na dvě skupiny, z nichž jednu vedl Klutschak a druhou Schwatka. Zpáteční pochod expedice do Hudsonova zálivu trval od listopadu 1879 do března 1880, kde se skupina v srpnu nalodila na velrybářskou loď George and Mary.

### Výsledky expedice

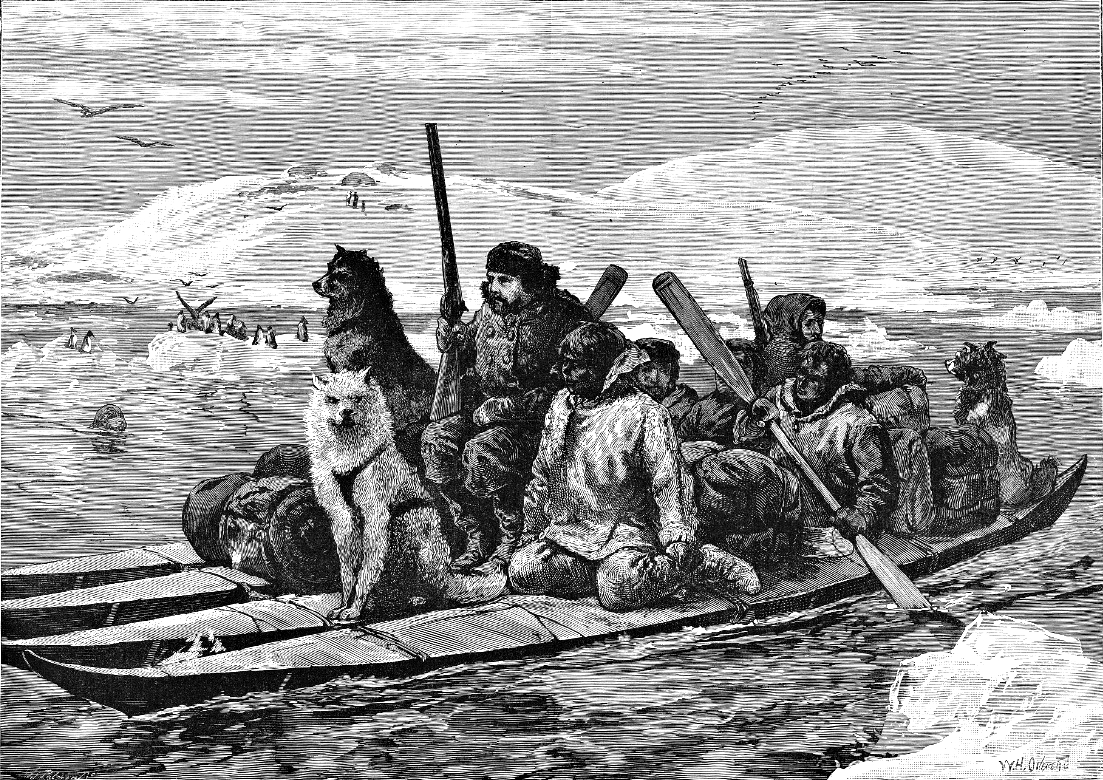
Přejezd Simpsonovým průlivem na kajakách (podle Klutschakovy kresby)

Expedice byla první v historii polárního průzkumu, která plně využila techniky Inuitů. Za 11,5 měsíce nacestovala 5240 km na psích spřeženích. Nedošlo k žádným vážným zraněním ani onemocněním a strava z čerstvého masa chránila účastníky před kurdějemi. Franklinovy dosud neznámé doklady nebyly nalezeny, výprava však objevila četné památky na jeho posádku a vraky dvou lodí HMS Terror a HMS Erebus. Klutschak a jeho společníci našli a pohřbili ostatky 15 až 30 mužů z Franklinovy výpravy. Klutschakova skupina objevila také kostry v Starvation Cove, které Schwatkova skupina při předchozím průchodu kvůli hustému sněhu minula.
Své cestovatelské zážitky německy popsal Klutschak ve své knize Als Eskimo unter den Eskimos (Jako Eskymák mezi Eskymáky) z roku 1881, kterou sám ilustroval četnými ilustracemi a třemi mapami. Jeho popis cesty se od popisů Schwatky a Gildera liší především tím, že se nezaměřuje především na hledání Franklinových dokumentů, ale na popis života Inuitů. Je to rané etnografické dílo velké hodnoty a poskytlo důležitý zdroj pro známou knihu Franze Boase z roku 1888 The central Eskimo. Klutschakova kniha byla zpočátku vydávána pouze v němčině, anglický překlad vyšel až v roce 1993 pod názvem Overland to Starvation Cove: with the Inuit in search of Franklin 1878–1880.
Na počátku 80. let 19. století také publikoval některé menší práce na témata z geografie a polárního průzkumu. Poskytl také ilustrace pro vícedílnou reportáž o Schwatkově expedici v Illustrated London News. S přednáškou o svých zážitcích procestoval Nemecké císařství a také Rakousko-Uhersko, kde se jeho přednášky zúčastnil i císař František Josef I.

### Pozdní roky
Klutschak věnoval svou knihu sponzorovi rakousko-uherského polárního výzkumu hraběti Johannu Nepomuku Wilczkovi, pravděpodobně v naději, že bude zařazen do pozdějších expedic, ale v Evropě ani v Americe se tak nestalo. Expedice k ostrovu Jan Mayen v severním Atlantiku, kterou Wilczek financoval jako rakouský příspěvek k prvnímu mezinárodnímu roku polárního výzkumu 1882/1883, však požádala Klutschaka o radu ohledně přípravy jejich oblečení a saní.
Po návratu do USA Klutschak nemohl najít zaměstnání, které by odpovídalo jeho zkušenostem a uměleckým schopnostem. Udržoval se nad vodou díky různým zakázkám, většinou jakožto soukromý sekretář a doručovatel pro velrybářskou společnost Morrison & Brown.

### Úmrtí
Stále více trpěl následky onemocnění tuberkulózou. Přátelům se podařilo získat mu místo v domově pro strádající námořníky na Staten Island. Než se tam stihl nastěhovat, zemřel ve svém bytě v New Yorku 26. března 1890 ve věku pouhých 41 let.

### Ocenění
Heinricha Klutschaka připomínají dva geografických názvy:
- Klutschak Point na ostrově Jižní Georgie[5]
- Poloostrov Klutschak v severním pevninském Nunavutu[6]

## Dílo
- Als Eskimo unter den Eskimos. Eine Schilderung der Erlebnisse der Schwatka’schen Franklin-Aufsuchungs-Expedition in den Jahren 1878–1880.
- Lieutenant Schwatka’s Schlittenexpedition nach King-William Land. In: Deutsche Rundschau für Geographie und Statistik 3 (1881)
- Die Eskimos von Hudson-Bai. In: Deutsche Rundschau für Geographie und Statistik 3 (1881)
- Ein Besuch auf Süd-Georgien. In: Deutsche Rundschau für Geographie und Statistik 3 (1881)
- Die Insel Jan Mayen. In: Deutsche Rundschau für Geographie und Statistik 4, (1882).